# John C. Ten Eyck

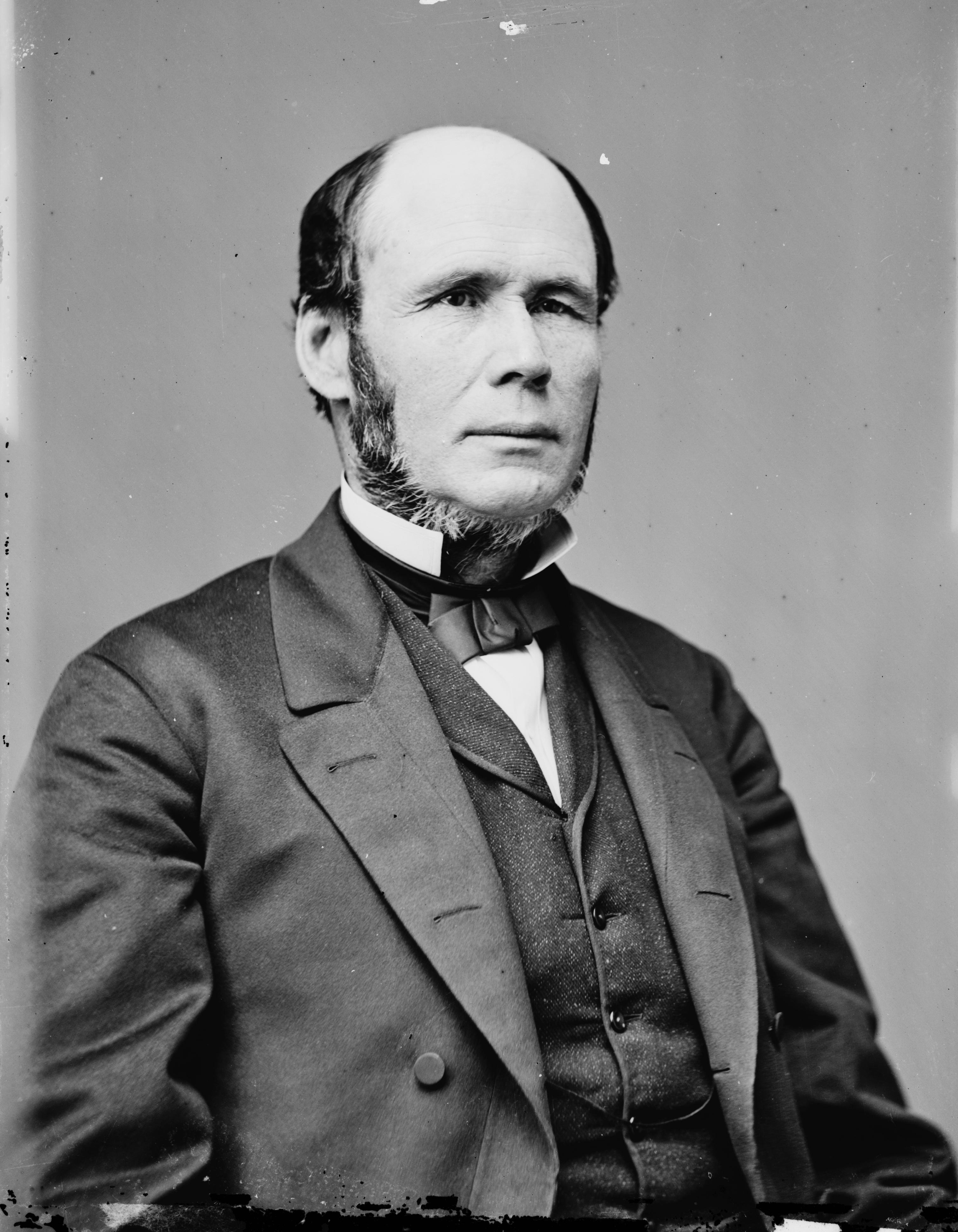
John C. Ten Eyck

John Conover Ten Eyck (* 12. März 1814 in Freehold, Monmouth County, New Jersey; † 24. August 1879 in Mount Holly, New Jersey) war ein US-amerikanischer Politiker (Republikanische Partei), der den Bundesstaat New Jersey im US-Senat vertrat.
Nachdem er sich unter der Anleitung von Privatlehrern auf das Studium vorbereitet hatte, wurde John Ten Eyck zum Juristen ausgebildet und 1835 in die Anwaltskammer aufgenommen, woraufhin er in Burlington zu praktizieren begann. Von 1839 bis 1840 war er Staatsanwalt im Burlington County; im Jahr 1844 nahm er am Verfassungskonvent von New Jersey teil.
Als erstes Mitglied seiner Partei wurde Ten Eyck 1858 für New Jersey in den US-Senat gewählt; er setzte sich dabei gegen den demokratischen Amtsinhaber William Wright durch und nahm sein Mandat ab dem 3. März 1859 wahr. Da er seinerseits beim Versuch der Wiederwahl am Demokraten John P. Stockton scheiterte, musste er am 3. März 1865 wieder aus dem Kongress ausscheiden. In der Folge war er politisch kaum noch aktiv; lediglich im Jahr 1875 gehörte er einer Kommission an, die den Auftrag hatte, die Staatsverfassung von New Jersey zu überarbeiten. Zeitweise war er Präsident dieser Kommission.